# 福克納 (馬里蘭州)
福克納（英語：Faulkner）是位於美國馬里蘭州查爾斯縣的一個非建制地區。

## 地理
福克納所處的海拔為高於海平面48米（即157英呎），而該地所採用的時區為UTC-5，即北美东部時區（EST）。同時該地設有夏令時間，為UTC-5調快一小時，即UTC-4（EDT）。